# Hattusa

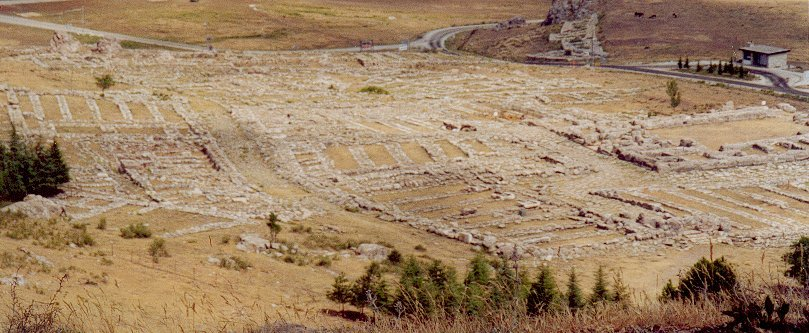
Overzicht van de Grote Tempel (tempel 1) met de voorraadkamers

Hattusa, ook bekend als Hattusha, Hattusas of Hattush, was een oude Hattische stad, die de hoofdstad van het koninkrijk der Hettieten werd. Het lag bij het huidige Boğazkale, in Turkije, circa 200 km ten oosten van Ankara, in de Zwarte Zeeregio.

## Geschiedenis
Deze plek werd al voor het 2e millennium v.Chr. door Hattiërs bewoond. Rond 1700 voor Christus ging hun stad in vlammen op door brandstichting.
Slechts een generatie later koos een Hettitische koning de plek als zijn residentie en hoofdstad. De Hettieten, die een Indo-Europese taal spraken, hadden zich geleidelijk aan in deze streek gevestigd. De koning nam de naam Hattusili I aan. Dit was het begin van de koninklijke dynastie van de Hettieten. Op het hoogtepunt besloeg de stad 1,8 km², en bestond uit een intern en extern deel. Beide werden omringd door een nog steeds zichtbare rij muren. Deze zijn gebouwd tijdens de regering van Suppiluliuma I. Het binnenste deel was ca. 0,8 km² groot en bevatte een citadel met grote regeringsgebouwen en tempels. Meer naar het zuiden lag een buitenwijk van ongeveer 1 km², voorzien van fraai gedecoreerde poorten. De reliëfs tonen krijgers, leeuwen en sfinxen. Ook waren er hier vier tempels. Buiten de stadsmuren lagen de begraafplaatsen.
De stad werd opnieuw vernietigd rond 1200 v.Chr., nu door de Phrygiërs. Dit leidde vervolgens tot het ineenstorten van het rijk der Hettieten.

## Archeologie
Er zijn in Hattusa al sinds 1906 opgravingen gaande. Vanaf 1931 was dit onder leiding van het Duitse Archeologische Instituut en zijn directeur Kurt Bittel. Er zijn veel belangrijke kleitabletten gevonden, waaronder een waarin een vredesverdrag wordt beschreven tussen de Hettieten en de Egyptenaren onder Ramses II, rond 1283 voor Christus. In 1983-85 werd het Lied der Vrijlating opgegraven, opgetekend op een reeks tweetalige Hurro-Hettitische kleitabletten. Die bieden een uniek inzicht in de denkwereld van deze historische culturen en leidden tot de ontcijfering van de oude Hurritische taal.
Dat de stad rond 1200 v. Chr. door brand werd verwoest is ook archeologisch vastgesteld. In deze tijd werden er vele steden in het oude Nabije Oosten verwoest. Houten tabletten met Anatolische hiërogliefen zijn uiteraard verloren, maar de gevonden spijkerschrifttafels geven godennamen in tekens voor iedere taal.
De overblijfselen van Hattusa staan sinds 1986 op de Werelderfgoedlijst van de UNESCO.
Nationaal park Göreme en de rotsen van Cappadocië ·
Grote Moskee en Hospitaal van Divrigi ·
Historische gebieden van Istanboel ·
Hattusha, hoofdstad van de Hittieten ·
Nemrut Dağı · 
Hierapolis en Pamukkale · 
Xanthos-Letoon ·
Safranbolu ·
Archeologisch Troje ·
Selimiye-moskee en zijn sociaal complex ·
Site van Çatal Hüyük ·
Bursa en Cumalıkızık: de geboorte van het Ottomaanse Rijk ·
Pergamon en zijn veelgelaagde cultuurlandschap ·
Cultuurlandschap van het Fort van Diyarbakır en de tuinen van Hevsel ·
Efeze ·
Archeologische site van Ani·
Aphrodisias ·
Göbekli Tepe ·
Tell van Arslantepe
- Nationale Bibliotheek van Tsjechië: ge616498
- Nationale Bibliotheek van Israël: 987012302460005171
- Système universitaire de documentation: 161125603
- Virtual International Authority File: 70148570688824312024